# 進徳丸 (2代)
進徳丸（しんとくまる）は、航海訓練所が運用していた航海練習船。本項目では、1963年に就航した2代目を取り扱う。

## 概要
1952年、進徳丸(2代)として、日本鋼管鶴見造船所で建造された。
1983年、9月用途廃止

## 設計
進徳丸_(初代)の代船として、デーゼル自動化練習船として建造。
全船冷暖房化
運動性能、特に旋回性を良くするために、最大45度までとれる舵を装備
広い範囲にわたって電気防食を施された。